# Martin Srabotnik
Martin Srabotnik, slovenski kajakaš, * 19. december 1995, Ljubljana.
Srabotnik je na svetovnih prvenstvih osvojil bronasti medalji v letih 2017 in 2021 v disciplini K-1 ekipno, v isti disciplini je na evropskih prvenstvih osvojil srebrno medaljo leta 2019 in bronasto leta 2018, leta 2025 pa svojo prvo medaljo med posamezniki z bronom v disciplini K-1.